# Teurthéville-Bocage
Teurthéville-Bocage är en kommun i departementet Manche i regionen Normandie i norra Frankrike. Kommunen ligger i kantonen Quettehou som tillhör arrondissementet Cherbourg. År 2022 hade Teurthéville-Bocage 594 invånare.

## Befolkningsutveckling
Antalet invånare i kommunen Teurthéville-Bocage
| Referens: INSEE |